# Teufelsstein (Haßberge)
Der Teufelsstein (auch Teufelstein oder Höllenstein) ist eine abgegangene hochmittelalterliche Felsenburg auf 400 m ü. NN unterhalb des Pfarrweisacher Ortsteiles Lichtenstein in den fränkischen Haßbergen.

## Lage
Der Teufelsstein liegt fortifikatorisch ungünstig am Hang des langen Höhenzuges über dem Weisachtal. Die kleine Burg konnte leicht von der Hochfläche aus beschossen werden. Es stellt sich die Frage, warum die (ursprünglich wahrscheinlich edelfreien) Burgherren ihre Veste nicht gleich am Platz der heutigen großen Doppelburg Lichtenstein anlegten, die nur etwa 500 m nördlich am Rand des Dorfes liegt. Die Hanglage und die Nähe zur Burg Lichtenstein sprächen eher für ein Vorwerk dieser Burg, die aber angeblich erst später entstand.
Eine ganz ähnliche Situation liegt unterhalb der Burg Rauheneck auf dem Haubeberg bei Vorbach vor. Auch dort befindet sich in der Nähe der Hauptburg ein mächtiger Felsstock, auf dessen Oberseite eine rechteckige Vertiefung auf eine Zisterne hindeutet. Im Umfeld der Burg Altenstein über Pfarrweisach künden bearbeitete Felsblöcke ebenfalls von solchen Vorposten.
Am Hügelfuß lag im Spätmittelalter ein weiterer Herrensitz der Lichtensteiner. Der steinerne Wehrspeicher dieses Dürrnhofes (Turmhofes) ist im 19. Jahrhundert abgegangen.

## Geschichte
Da der Burgstall bereits im Hochmittelalter verlassen wurde, fehlen jegliche urkundlichen Nachweise zu seiner Geschichte. 
Einige Historiker lokalisieren hier den Stammsitz der mächtigen Familie von Stein, die sich wahrscheinlich um 1200 in die Linien der Stein zu Lichtenstein und Stein zu Altenstein spaltete. Der Lichtensteiner Zweig errichtete danach die nahe gelegene Burg Lichtenstein, die Altensteiner Linie begründete etwa sechs Kilometer weiter nördlich auf dem gleichen Höhenkamm die Burg Altenstein. Der Teufelsstein könnte auch der Sitz eines Untervasallen derer vom Stein gewesen sein, die selbst Dienstmannen der Bischöfe von Würzburg waren.

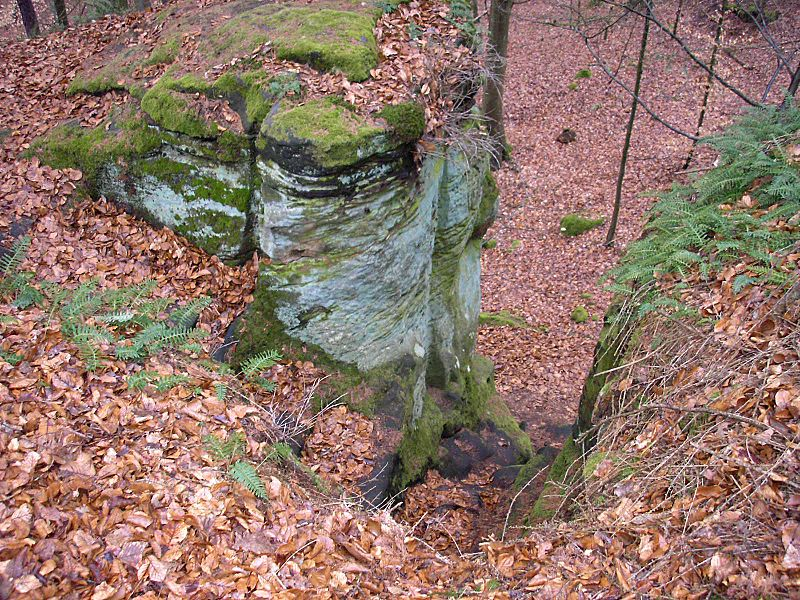
Der Burgaufgang

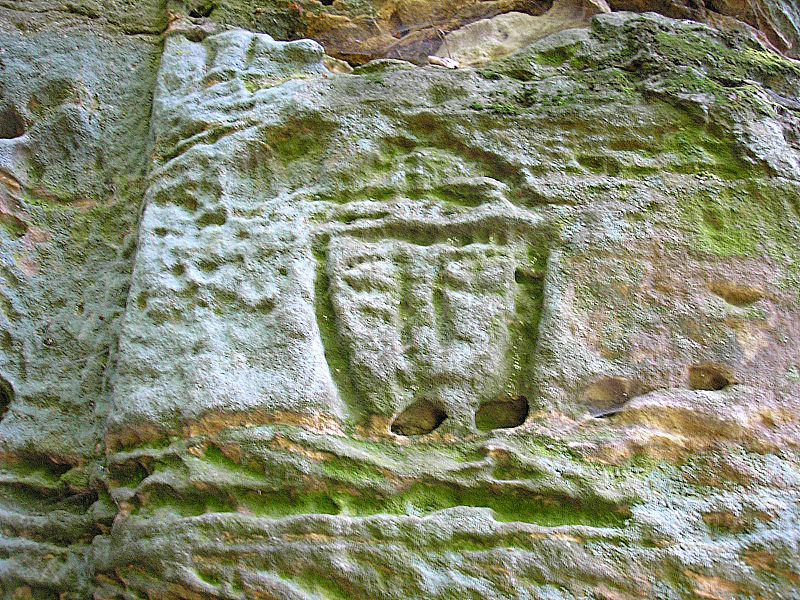
Das „Schreckgesicht“ am Aufgang

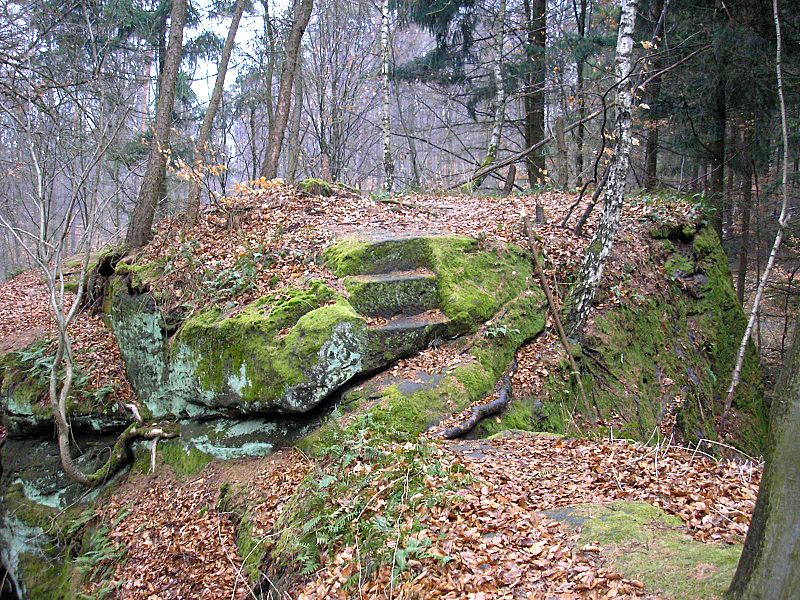
Auf dem Burgplateau

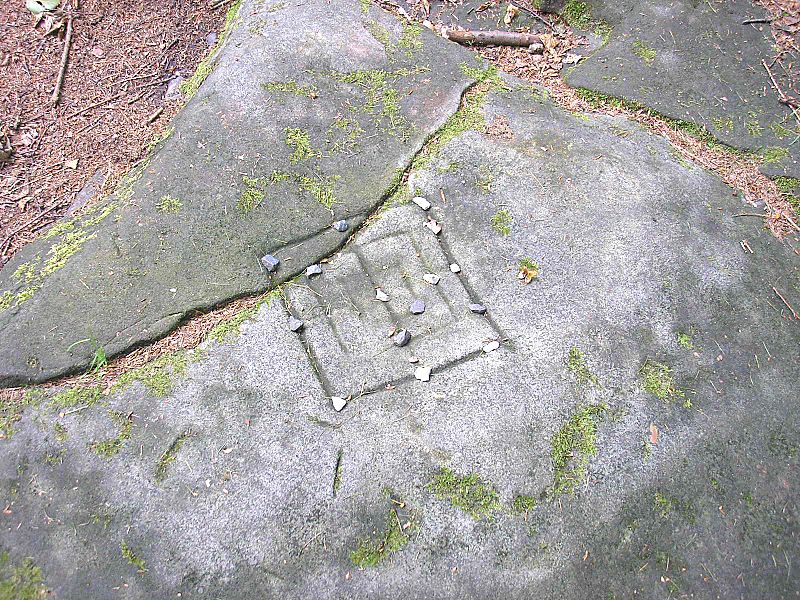
Wird offensichtlich auch heute noch gelegentlich bespielt: Die Zwickmühle auf dem Eingangsfelsen

Im 19. Jahrhundert wurde der Burgstall in den romantischen Landschaftspark unterhalb der Burg Lichtenstein einbezogen und zugänglich gemacht. 
Der Burgstall ist eine Station des Burgenkundlichen Lehrpfades des Landkreises Haßberge. Eine Informationstafel berichtet von der Geschichte des Burgplatzes.
Wie die Nachbarburgen Lichtenstein und Rotenhan ist auch dieses Geländedenkmal zahlreichen esoterischen Fehlinterpretationen und einem regelrechten Esoteriktourismus ausgesetzt. Sämtliche Felsabarbeitungen lassen sich jedoch zweifelsfrei mit der hochmittelalterlichen Burganlage in Verbindung bringen. 
Eine systematische burgenkundliche und archäologische Erforschung der beiden Felsburgställe Rotenhan und Teufelsstein steht noch aus. Eine solche Untersuchung wurde bereits 1992 von Joachim Zeune angemahnt, der die Erforschung dieser frühen Burganlagen als „eines der wichtigsten Desiderate der bayerischen Burgenforschung“ ansah.

## Anlage
Wie die nur etwa fünf Kilometer südlich gelegene Burg Rotenhan gilt der Teufelsstein als eine der wenigen echten Felsenburgen Bayerns. Anders als die größere Nachbarburg wurde die Kernburg des Teufelssteins nur auf einem einzigen freistehenden Felsstock angelegt. Die Sandsteinformationen beider Burgen sind bereits vor Jahrtausenden auf dem tonigen Untergrund der felsigen Rhät-Lias-Übergangsschichten talwärts an ihre heutigen Standorte gerutscht. Zwischen Buch und Wüstenwelsberg liegt am Osthang des Höhenzuges eine weitere frühe Burganlage, die von der Forschung als Rest der im Hochmittelalter aufgegebenen Burg Gutenfels angesehen wird.
Der hufeisenförmige Burgfelsen des Teufelsteins wird bergseitig durch einen flachen, heute nur noch etwa einen bis zwei Meter tiefen Halsgraben vom Vorgelände abgetrennt. Oberhalb des Felsens weisen einige weitere Felsgruppen Spuren künstlicher Bearbeitung auf. Die Burg könnte also ursprünglich wesentlich größer gewesen sein. Den Aufgang auf das Burgplateau bildet ein schmaler, gewinkelter Treppenkorridor, der früher durch zwei Holztüren gesichert war. Wohl zur Abschreckung wurde vor der ersten Tür ein stilisiertes Wächtergesicht in den weichen Sandstein geritzt. Der Spitzhelm des Wächters passt gut in das 11. oder 12. Jahrhundert. Solche „Schreckgesichter“ befinden sich auch an anderen hochmittelalterlichen Burgen, die Darstellung dürfte also keine Ergänzung aus späterer Zeit sein. 
Im 19. Jahrhundert erschloss man den Burgfelsen ebenerdig durch einige eingemeißelte Trittstufen. Ursprünglich war der Zugang zum Treppenkorridor wohl nur über etwa zwei Meter hohe Holzleitern möglich, die man im Angriffsfall leicht einziehen konnte. 
Das Felsplateau trägt deutliche Spuren einer massiven Überbauung (Balkenlöcher, Fundamentbänke), zur Talseite war die Felsgruppe offenbar durch eine Mauer geschlossen. Einige Treppenstufen in der Nähe des Aufganges führen ins Leere, wahrscheinlich war der Burghof von einer Holzdecke überspannt, die auf dieser Mauer auflag. Auf eine steinerne Überbauung deuten zahlreiche unregelmäßige Kleinquader im Umfeld hin. Der anstehende Buntsandstein bot hier genügend Baumaterial. Der Burgfelsen wurde sicherlich künstlich abgeteilt, der anfallende Steinschutt konnte gleich weiterverarbeitet werden. Auch im Mauerwerk der nahen Burg Lichtenstein stecken zahlreiche dieser kleinen Sandsteinquader, die vom Teufelsstein stammen dürften.
Der hintere (südliche) Teil des Burgfelsen war durch eine kleine Treppenanlage zugänglich und wohl durch eine weitere Holztüre gesichert. Auf dem Eingangsfelsen hat sich ein in den Boden eingeritztes Mühlebrett erhalten. Es wird ebenso wie der Wächterkopf von der Burgenforschung als mittelalterlich datiert. Der heutige Name des Burgstalls steht in unmittelbarem Zusammenhang mit diesem Spielplan. Der Burgsage nach hat ein Lichtensteiner Ritter durch eine List an diesem Spielbrett den Teufel besiegt. Der ursprüngliche Name der Burg ist unbekannt, ob es sich um den Stein des gleichnamigen Geschlechtes handelt, kann nur vermutet werden. 
Das Bayerische Landesamt für Denkmalpflege verzeichnet das Bodendenkmal als mittelalterlichen Turmhügel unter der Denkmalnummer D 6-5830-0012.